# پیمان ماهری‌پور
پیمان ماهری‌پور درویش هیر (زادهٔ ۲۰ اردیبهشت ۱۳۶۶ در اردبیل) پاورلیفتینگ‌کار ایرانی است. ماهری‌پور هیر پس از سلطان بطحایی در سال ۲۰۰۵ و رضا قرایی در سال ۲۰۰۶، سومین ورزشکار قدرتی ایران است که توانسته است به رقابتهای قوی‌ترین مردان جهان در سالهای ۲۰۱۷ و ۲۰۱۸ راه پیدا کند.

## دوران ورزشی
وی در سال ۱۳۹۳ قهرمان مسابقات مردان پولادین شد؛ مسابقاتی که از طریق شبکه رسانه خانگی توزیع و پخش شد. او در مسابقات مردان آهنین در سال ۱۳۹۷ نیز پس از محمد عزت‌پور به مقامی دومی رسید.
ماهری‌پور در رقابتهای قوی‌ترین مردان جهان در سال ۲۰۱۷ در پنجمین گروه مقدماتی این رقابتها با زیدرنیوس زاویکاس (قهرمان ۴ دوره جهان)، نیک بست، تری هلندز، جری پریتچت و دنیس زاگریس قرار گرفت. وی در رقابتی سخت با قرار گرفتن در جایگاه سوم گروه؛ نتوانست جزو ۲ صعود کننده به فینال مسابقات قرار گیرد و با مقام چهاردهمی جهان به کار خود پایان داد.
وی در مسابقات قوی‌ترین مردان جهان در سال ۲۰۱۸ در اولین گروه مقدماتی با هافثور پی‌یرشون، ماتیاس بلساک، ماریوس لالاس، لورنس شهلایی و راب کیئرنی به رقابت پرداخت و در آیتم‌های تریلی‌کشی و حمل چمدان رکوردهای خوبی ثبت کرد. اما پس از آسیب دیدگی از ادامه رقابتها جا ماند، و با قرار گرفتن در جایگاه پنجم گروه و مقام بیست و دومی جهان به کار خود خاتمه داد.
وی در سال ۲۰۱۹ نیز به این مسابقات دعوت شد، ولی به دلیل مشکل ممنوعیت صدور ویزا از حضور در این رقابتها بازماند.